# Истрия (Добруджа)
Вижте пояснителната страница за други значения на Истрия.
Хистрия или Истрия (на старогръцки: Ἰστρίη; на латински: Histria, също Istria или Istros) e йонийска колония на добруджанския черноморски бряг (днес на брега на езерото Синое, Румъния). Основана е в средата на VII век пр.н.е. от колонисти от град Милет (според данните от Евсевий Кесарийски, възможна година на основаването е 657 – 656 пр.н.е., а според П. Скимнос за година на основаването може да се смята 630 пр.н.е.). Градът съществува цели 14 века, до VII век. Хистрия е най-старата гръцка колония по западното крайбрежие на Черно море и една от първите отвъд Босфора. Наречена е на река Истър (днес Дунав).
Разположена стратегически, колонията се развива като проспериращ търговски център до I век пр.н.е., когато е разорена от гетите. Скоро след това градът влиза в очертанията на Римската империя и през 134 г.сл.н.е. за него съобщава Ариан в своето съчинение „Обиколката на Черно море“, като посочва, че Истрия отстои на петстотин стадия от петото устие на Дунав. През този период градът отново просперира, докато не е повторно разрушен от готите. Във времето на Средновековната българска държава в района възниква крепостта Гросея, разрушена при турското нашествие в XIV в.
Развалините на античия град са близо да старото българско добруджанско село Каранасуф, прекръстено от румънската власт на Истрия.